# 張桂綿
張桂綿（1975年1月20日—），女，中華民國政治人物，生於台北縣，中國國民黨籍，日本作新學院大學學士，現任桃園市議會第2-3屆市議員，
曾任桃園縣蘆竹鄉民代表會第19屆鄉民代表

## 外部連結
- 張桂綿議員建議款資料 （页面存档备份，存于）
- 張桂綿議員臉書粉絲團